# Laphria ogasawarensis
Laphria ogasawarensis là một loài ruồi trong họ Asilidae. Laphria ogasawarensis được Matsumura miêu tả năm 1916. Loài này phân bố ở miền Australasia.